# Xixianykus
Xixianykus é um gênero de dinossauro terópode do Cretáceo Superior da China. Ah uma única espécie descrita para o gênero Xixianykus zhangi. Foi uma das menores espécies de dinossauros que existiu, com cerca de meio metro de comprimento.